# Pertya discolor
Pertya discolor là một loài thực vật có hoa trong họ Cúc. Loài này được Rehder miêu tả khoa học đầu tiên năm 1929.